# Saint-Maurice-des-Lions
Saint-Maurice-des-Lions é uma comuna francesa na região administrativa da Nova Aquitânia, no departamento de Charente. Estende-se por uma área de 50,08 km². Em 2010 a comuna tinha 920 habitantes (densidade: 18,4 hab./km²).